# Mauri van de Wetering
Mauri van de Wetering (Liempde, 25 januari 1992) is een Nederlands voetballer die sinds 2012 uitkomt voor PSV/FC Eindhoven.

## Carrière
Van de Wetering speelde voor DVG uit haar geboorteplaats Liempde en voor ODC alvorens zij in 2008 de overstap maakte naar Willem II om te gaan spelen in de Eredivisie voor vrouwen. In haar eerste jaar kwam ze tot 18 optredens en scoorde daarin driemaal. Ook speelde diverse duels mee bij Willem II's satellietclub sc 't Zand. In seizoen 2011/12 kwam Van de Wetering uit voor VVV-Venlo. Na een jaar stapte ze over naar PSV/FC Eindhoven.
Aan het eind van het seizoen 2018/19 stopt Van de Wetering met voetbal en verdiept ze zich in een trainerscarrière. Vanaf seizoen 2020/21 begint Van de Wetering als assistent-trainer van Jong PSV Vrouwen.

## Statistieken
| Seizoen | Club             | Land      | Competitie          | Wedstrijden | Doelpunten |
| ------- | ---------------- | --------- | ------------------- | ----------- | ---------- |
| 2008/09 | Willem II        | Nederland | Eredivisie          | 18          | 3          |
| 2009/10 | Willem II        | Nederland | Eredivisie          | 19          | 3          |
| 2010/11 | Willem II        | Nederland | Eredivisie          | 21          | 5          |
| 2011/12 | VVV-Venlo        | Nederland | Eredivisie          | 18          | 5          |
| 2012/13 | PSV/FC Eindhoven | Nederland | Women's BeNe League | 23          | 6          |
| 2013/14 | PSV              | Nederland | Women's BeNe League | 12          | 3          |
| 2014/15 | PSV              | Nederland | Women's BeNe League | 5           | 0          |
| 2015/16 | PSV              | Nederland | Eredivisie          | 20          | 6          |
| 2016/17 | PSV              | Nederland | Eredivisie          | 22          | 1          |
| 2017/18 | PSV              | Nederland | Eredivisie          | 21          | 1          |
| 2018–19 | PSV              | Nederland | Eredivisie          | 16          | 2          |
| Totaal  |                  |           |                     | 177         | 35         |

Bijgewerkt op 3 mei 2019
1 Evrard ·
2 Thrige ·
3 Hendriks ·
4 Buurman ·
5 Bross ·
6 Folkertsma ·
9 Smits ·
10 Ripa ·
11 Jansen ·
14 Strik ·
16 Alkemade ·
17 Jacobs ·
18 Dessing ·
19 Stoit ·
20 Nijstad ·
21 Lacroix ·
22 Derks ·
23 Kemper-Moorrees ·
24 Henschen ·
25 Frijns ·
26 Pondes ·
27 Xhemaili ·
29 Kalma ·
30 Verheijen ·
Coach: Ten Berge
· Assistent-coach: Van Dael